# Savages: Ponad bezprawiem
Savages: Ponad bezprawiem (ang. Savages) – amerykański film sensacyjny z 2012 roku w reżyserii Olivera Stone’a, powstały na podstawie powieści Dona Winslowa pod tym samym tytułem.
Światowa premiera filmu miała miejsce 6 lipca 2012 roku, natomiast w Polsce odbyła się 28 września 2012 roku.

## Fabuła
Ben (Aaron Johnson) i Chon (Taylor Kitsch), dwóch młodych chłopaków z Kalifornii, wpada na pomysł rozkręcenia dochodowego interesu – zakładają plantację marihuany. Okazuje się to strzałem w dziesiątkę, ich towar uważany jest za najlepszy w okolicy, zdobywają coraz większą rzeszę klientów. Wiedzie im się również w życiu prywatnym – ich wspólna dziewczyna to piękna blondynka o pseudonimie „O” (Blake Lively). Wspólnie mieszkają, sypiają, wydają łatwo zarobione pieniądze na przyjemności. Sielanka nie trwa jednak długo – ich interesem zaczyna się interesować Elena (Salma Hayek), bezwzględna szefowa meksykańskiej mafii. Do drzwi domu trójki przyjaciół puka jej wysłannik – płatny zabójca Lado (Benicio del Toro). Początkowo proponuje im współpracę, dołączenie do mafii i podział zysków. Gdy ci odmawiają, porywa „O” i grozi chłopakom, że w razie fiaska negocjacji natychmiast ją zamorduje. Dotychczas wyluzowani i pokojowo nastawieni do świata Spin i Chon ruszają w pogoń za Lado. Są uzbrojeni po zęby i związani przysięgą, że nie cofną się przed niczym, by odzyskać ukochaną. Niespodziewanie znajdą się w samym środku wojny mafii z policją, a ich sojusznikiem okaże się tajny agent Dennis (John Travolta).

## Obsada
- Taylor Kitsch jako Chon
- Aaron Johnson jako Ben
- Blake Lively jako Ophelia „O” Sage
- Salma Hayek jako Elena Sánchez
- Benicio del Toro jako Miguel „Lado” Arroyo
- Sandra Echeverria jako Magdalena
- Diego Cataño jako Estéban
- Emile Hirsch jako Spin
- Joel David Moore jako Craig
- John Travolta jako Dennis
- Demián Bichir jako Alex
- Trevor Donovan jako Matt
- Ralph Echemendia jako Wiley
- Mía Maestro jako Dolores
- Amber Dixon jako Sofía
- Shea Whigham jako Chad
- Jake McLaughlin jako Doc
- Alexander Wraith jako Sam
- Joaquín Cosío jako El Azul
- Antonio Jaramillo jako Jaime
- Sean Stone jako Eric